# ジェイムズ・コックス
ジェイムズ・ミドルトン・コックス（英語: James Middleton Cox、1870年3月31日 - 1957年7月15日）は、アメリカ合衆国の政治家、新聞社主。オハイオ州知事、オハイオ州選出の連邦下院議員を務めた。1920年アメリカ合衆国大統領選挙での民主党の大統領候補であった。

## 伝記
1870年3月31日にオハイオ州バトラー郡の小さな村のジャクソンバーグで誕生した。その人生の中で様々な職業を経験し、例えば高校教師・記者・新聞の社主と編集者及びポール・J・ソーグ連邦議員の秘書を務めた。
コックスは記者の時に、大きな列車事故が起こった町に行った。他の記者達は真っ直ぐ事故現場に行ったが、コックスは町で唯一の電報局に行き、そこの電信係を雇って自分の新聞社に聖書を送信し始めさせ、電信係には戻って来ると伝えた（当時の法の下では一旦送信が始まると、他の者によって妨げられないことになっていた）。それからコックスは事故現場に行き必要な情報を全て集め、記事を書いた。その後に電報局に行くと、電信の使用待ちでいらいらしている記者達で溢れていた。コックスは記事を電信係に渡し、他の記者全てに対しスクープを取った。
1909年から1913年までオハイオ州選出の連邦下院議員となり、オハイオ州知事に選ばれてこれを辞任した。州知事は1913年から1915年と1917年から1921年まで務めた。コックスは有能で好感を持たれた改革者として知事在任期間中の1920年、民主党から大統領候補に指名された。ウッドロウ・ウィルソンの国際主義的政策を支持し、合衆国の国際連盟への加入に賛成した。

コックスとルーズベルトの選挙ポスター

しかし、1920年アメリカ合衆国大統領選挙ではオハイオ州の同僚、マリオン出身の合衆国上院議員ウォレン・ハーディングに敗れた。大衆はウィルソン任期中の不安に疲れてきており、ハーディングの要求する「通常の生活への復帰」を熱狂的に受け入れた。コックスの副大統領候補は後に大統領になったフランクリン・ルーズベルトだった。著作家アービング・ストーンの1943年の著作『彼等も出馬した』(They Also Ran)は落選した大統領候補に関するものであり、1920年選挙の分析として良く知られている。ストーンはコックスをハーディングよりあらゆる面で優れていたと評し、コックスが遙かに良い大統領になっただろうと主張した。より良い者が落選するという仮説について、アメリカ合衆国大統領選挙の歴史でこれほど強力な例は無いとも言った。
コックスは公開討論を数回行った。選挙演説ではウィルソン大統領が戦争（第一次世界大戦）をうまく遂行したことが、（コックの言では「文明を救った」ということを、共和党が認めないと非難した。
コックスはオハイオ州デイトンで「デイトン・デイリーニューズ」を発行した。この新聞社の編集会議室は今でも「知事の図書室」と呼ばれている。「ジェイムズ・M・コックス国際空港」は通常は単にデイトン国際空港と呼ばれているが、コックスに因んで名付けられた。
コックスは大新聞事業、「コックス・エンタプライズ」を築き上げ、ジョージア州アトランタで映画『風と共に去りぬ』が封切られる丁度1週間前の1939年12月、「アトランタ・ジョージアン」紙と「アトランタ・ジャーナル」紙を買収した。この取引には、ラジオ局WSBも含まれており、以前から持っていたデイトンのWHIOとマイアミのWIODと併せて、「北は五大湖から南はラテンアメリカまでの放送網」を持った。
コックスは1957年、オハイオ州ケタリングの自家トレイルズエンドで死に、デイトンのウッドランド墓地に埋葬された。
コックスには6人の子供があり、その内の一人アン・コックス・チェンバーズは現在も会社の大株主である。彼女はその姉妹バーバラ・コックス・アンソニーと併せて株式の98％を所有していたが、バーバラが2007年に死んだ。本社はアトランタにある。